# Yuki Natsume
Yuki Natsume (棗 佑喜 Natsume Yuki?), född 18 november 1988 i Fukui prefektur, är en japansk fotbollsspelare.
Natsume började sin karriär 2011 i Kawasaki Frontale. 2012 blev han utlånad till Tochigi SC. Han spelade 34 ligamatcher för klubben. Han gick tillbaka till Kawasaki Frontale 2013. 2014 flyttade han till Matsumoto Yamaga FC.